# Komosse södra, Jönköpings län
Komosse södra är ett naturreservat i Norra Unnaryds socken i Jönköpings kommun i Småland (Jönköpings län). Reservatet ingår i EU-nätverket Natura 2000 och förvaltas av Länsstyrelsen i Jönköpings län. Det gränsar i väster till motsvarande reservat i Västergötland, Komosse södra, Västra Götalands län.
Huvuddelen av reservatet består av öppen myr och sumpskog; en mindre del i norr består av barrblandskog. I området finns tydliga
kärrdråg, mindre bäckar och tidigare slåttermader.